# Wibaux (Montana)
Wibaux – miasto w Stanach Zjednoczonych, w stanie Montana, siedziba administracyjna hrabstwa Wibaux.